# Lichtenfels (Band)
Lichtenfels war ein Dance-Projekt, bestehend aus den Produzenten Markus Binapfl, Gerd Lehmkuhl, Patrick Buck und zunächst dem DJ Vincent Witthöft und später Benjamin Reichert.
Bekannt wurde Lichtenfels 2003 durch den von Big World Entertainment produzierten Hit Sounds Like A Melody, einer Adaption des Hits der deutschen Popband Alphaville aus dem Jahr 1984. Das spätere Mitglied Benjamin Reichert war allerdings an diesem Hit nicht beteiligt, er trat erst später der Band bei.

## Diskografie
- 2003: Sounds Like a Melody (12'')
- 2003: Kill The Silence (12'')
- 2003: Free Your Mind (12'')
- 2004: B-Boys Fly Girls (12'')

## Belege
1. ↑  Chartquellen: DE AT